# Ford Fiesta ’02
Der Ford Fiesta ’02 ist die sechste Generation des Ford Fiesta. Das Fahrzeug war nur noch als drei- und fünftürige Limousine sowie als Kleinst-Lkw mit zwei Sitzplätzen und ohne hintere Seitenscheiben erhältlich. Der Hochdachkombi Courier wurde eingestellt und durch den neuen Ford Transit Connect auf der Plattform des ersten Ford Focus ersetzt.

## Modellgeschichte
Die sechste Fiesta-Generation basierte auf einer komplett neuen Plattform, im Vergleich zu den bisherigen Modellen wurde er deutlich länger und breiter. Die Bild am Sonntag verlieh dem Fiesta im Jahr 2002 das Goldene Lenkrad. Alle Fahrzeuge waren mit Gurtstraffer, Seitenaufprallschutz, Antiblockiersystem (ABS), elektronischer Bremskraftverteilung und vier Airbags ausgestattet; gegen Aufpreis auch mit Kopf-Schulter-Airbags.
Zunächst kam dieser Fiesta im November 2001 nur als Fünftürer auf den Markt, die dreitürige Variante folgte im Juni 2002. Das Fahrzeug war weiterhin als dreitürige Van-Variante ohne hintere Seitenfenster erhältlich, der Hochdachkombi Courier wurde jedoch nicht mehr angeboten.
| Sterne im Euro NCAP-Crashtest |

Der kleinste verfügbare Motor war der als Duratec bezeichnete Zetec-Rocam mit 1,3 Liter Hubraum, der die veralteten Endura-E-Motoren mit seitlicher Nockenwelle ersetzte. Die Zetec-16V-Motoren waren nun als Duratec mit 1,4 und 1,6 Liter Hubraum lieferbar, die Variante mit 1,25 Liter Hubraum wurde in Deutschland nicht mehr angeboten. Stärkste Motorisierung war der Duratec-HE mit 2 Liter Hubraum, der unter anderem in den Modellen Focus, Mondeo und C-Max eingesetzt wurde. Dank kleinerer Veränderungen leistete der Duratec-ST 110 kW (150 PS) anstatt 107 kW (145 PS). Die Duratorq-TDCi-Dieselmotoren mit 1,4 und 1,6 Liter Hubraum wurden in Zusammenarbeit mit dem PSA-Konzern entwickelt. Für die beiden 1,4-Liter-Motoren (Benziner und Diesel) war auch das automatisierte Fünfgang-Schaltgetriebe Durashift EST erhältlich, das automatisches oder manuell ausgelöstes Schalten ohne Kupplungsbetätigung erlaubte. Der 1,6-Liter-Ottomotor konnte statt des Fünfgang-Schaltgetriebes auch mit einer Viergang-Vollautomatik bestellt werden. Ein ESP mit Antriebsschlupfregelung (ASR) und Bremsassistent war anfangs nur mit bestimmten Motoren und immer nur ohne Durashift oder Automatik erhältlich. Die Fahrzeuge erreichten die Abgasnorm Euro 4, der 1,4-Liter-Dieselmotor hatte nur die Einstufung Euro 3.

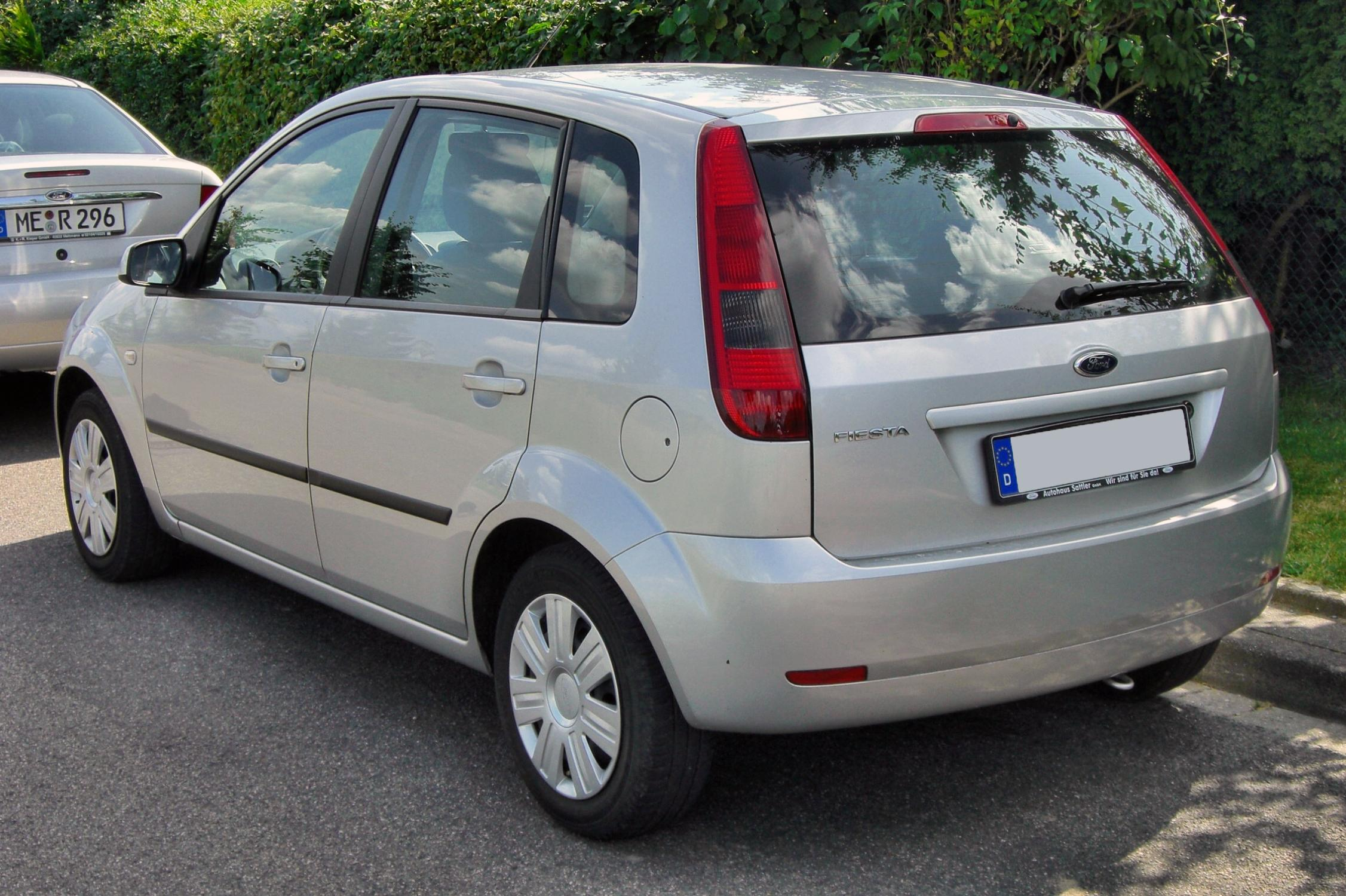
Heckansicht
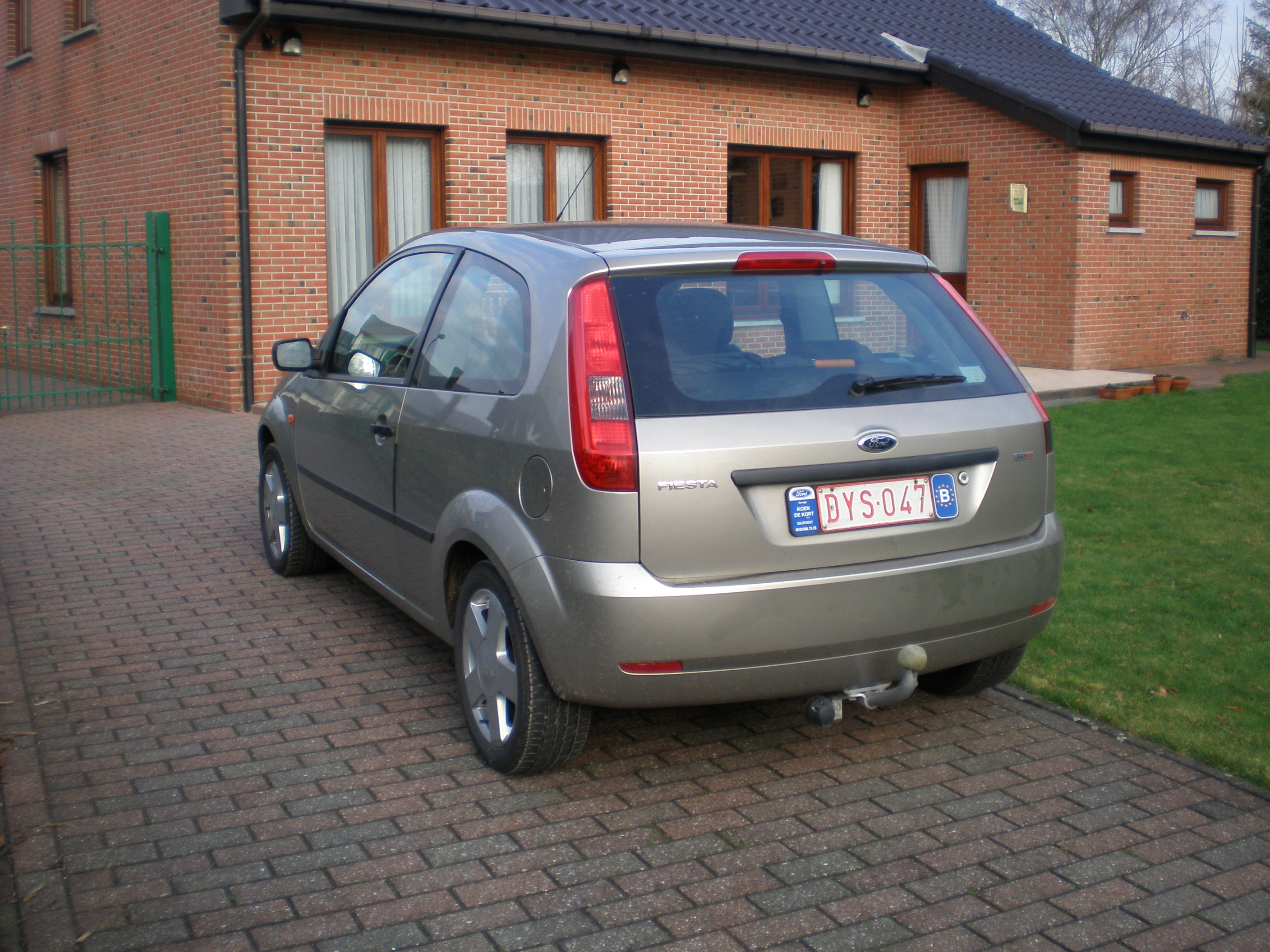
Ford Fiesta Dreitürer (2002–2005)

### Modellpflege
Im Oktober 2005 erfolgte eine Modellpflege. Dabei gab es unter anderem neu gestaltete Stoßstangen vorne und hinten, andere Scheinwerfer und einen hochwertiger anmutenden Innenraum mit eingelegten Hartgummi-Partien in unterschiedlichen Farben, welche abhängig von Ausstattung und Außenfarbe auch individuell ausgewählt werden konnten. Außerdem waren vier neue Metallic-Lackierungen („Exotic-Gelb“, „Manzana-Grün“, „Tango“ und „Viola“) im Angebot.
Weitere Neuheiten waren ein AUX-Eingang zum Anschluss eines MP3-Players, Bluetooth-/Voice-Control-Funktionen, Licht- und Scheibenwischerautomatik, Bordcomputer, eine automatische Klimaanlage und anklappbare Außenspiegel, die erhältlichen Motorvarianten wurden nicht verändert.

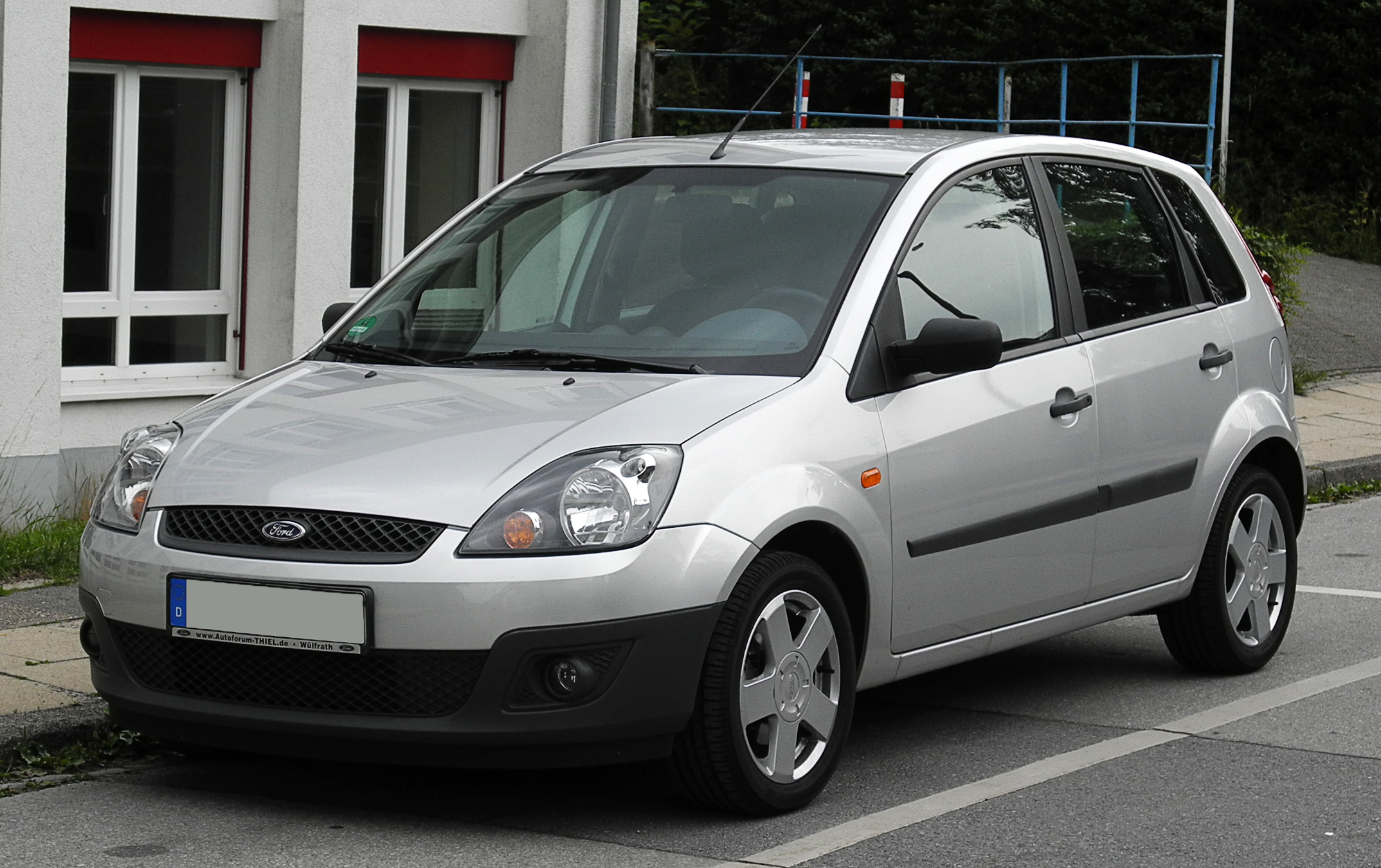
Ford Fiesta Fünftürer (2005–2008)
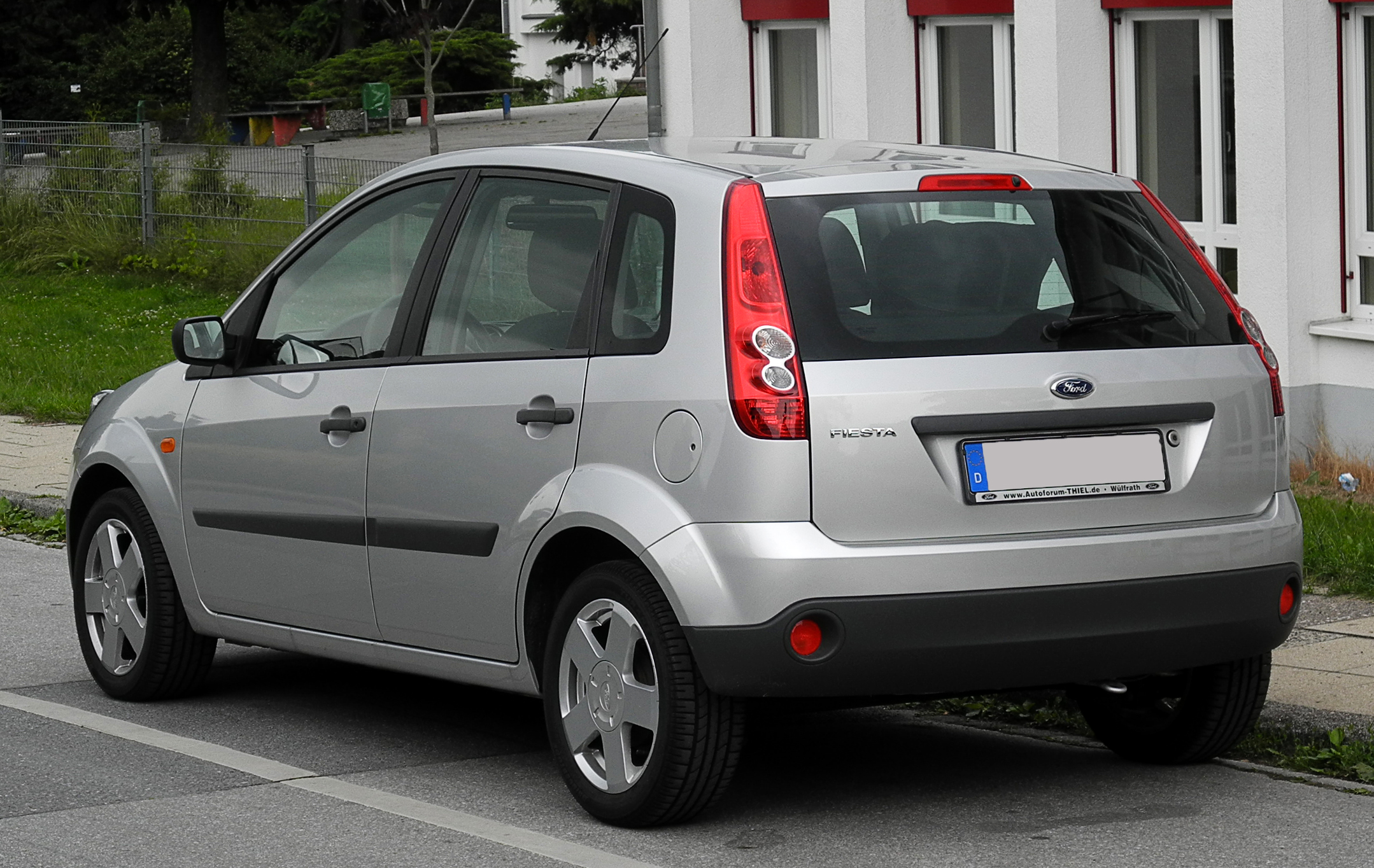
Heckansicht
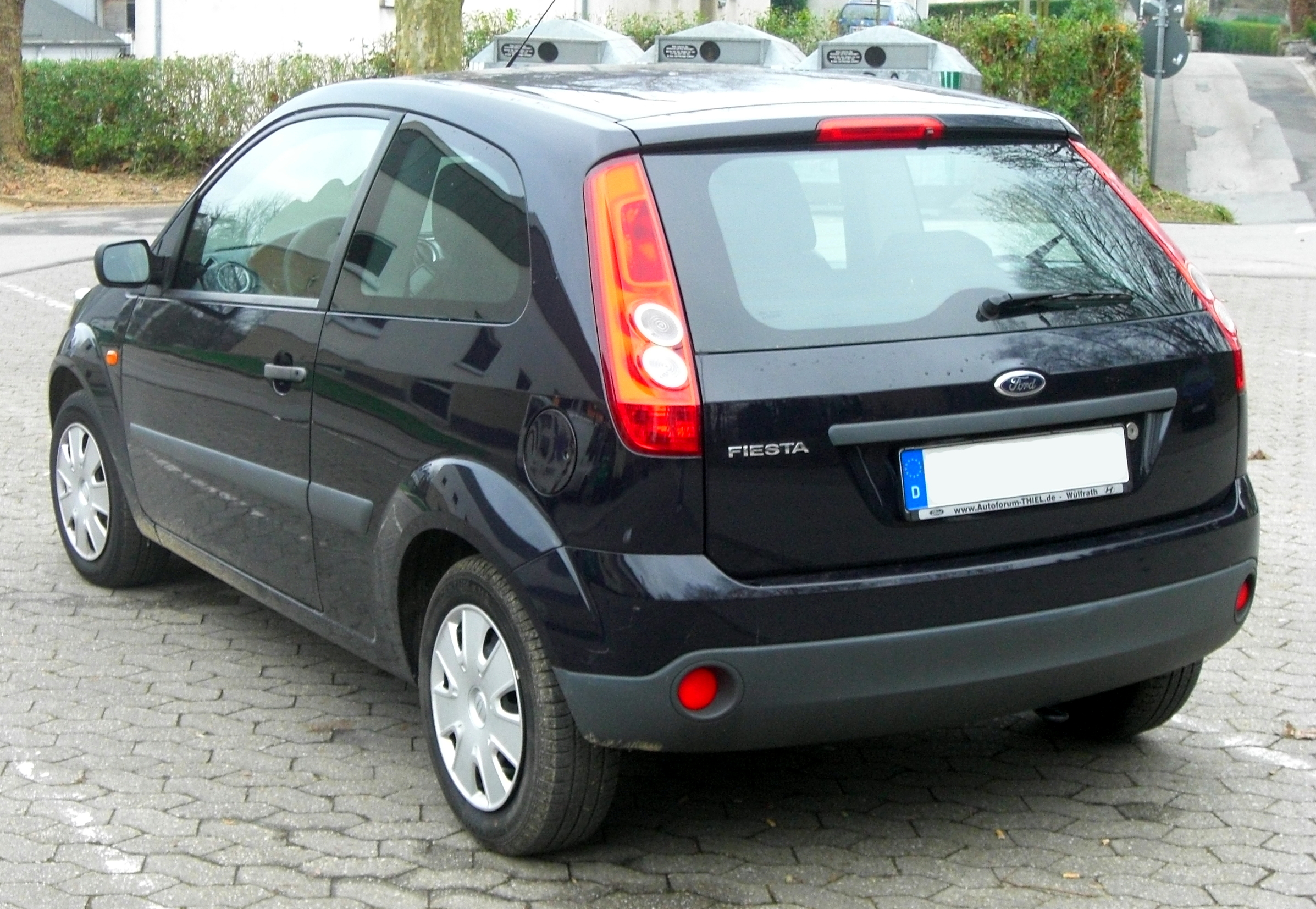
Ford Fiesta Dreitürer (2005–2008)
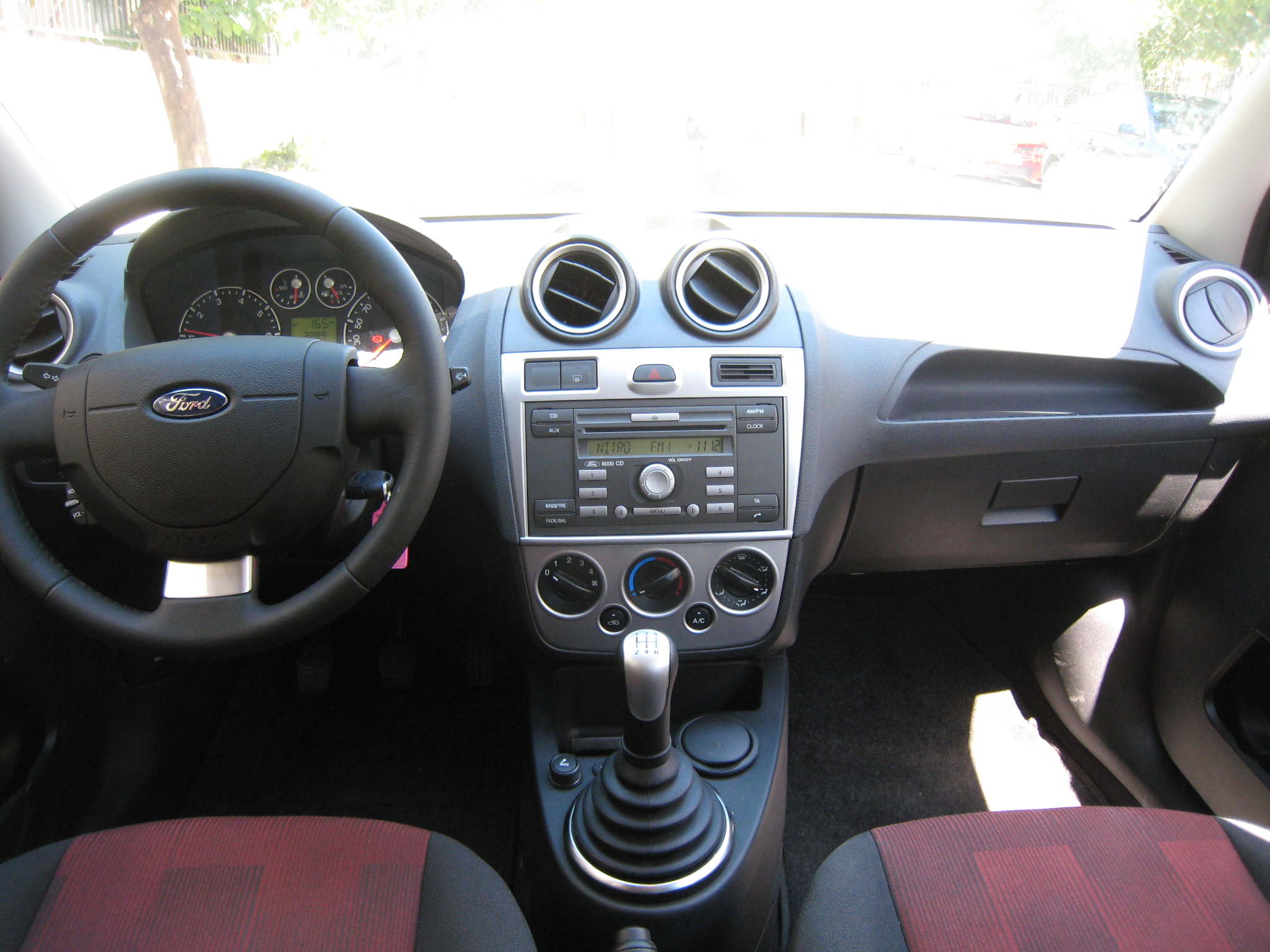
Armaturenbrett

### Ausstattungslinien

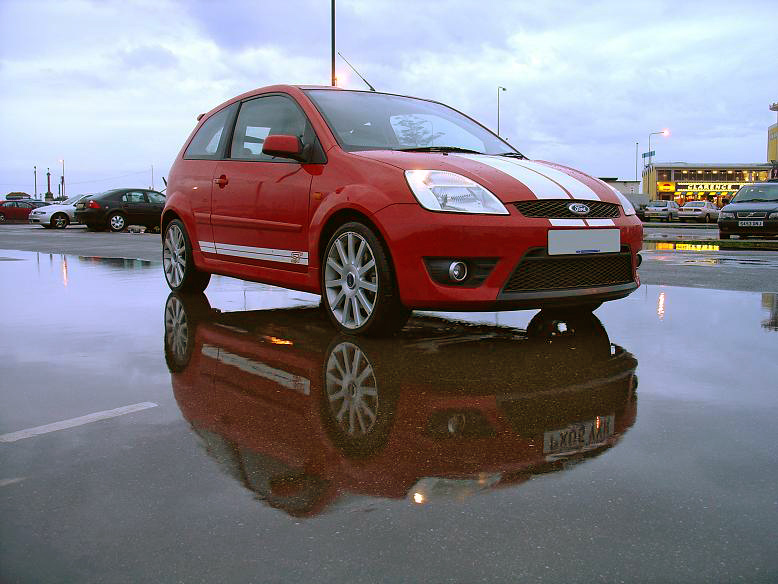
Ford Fiesta ST (2005–2008)

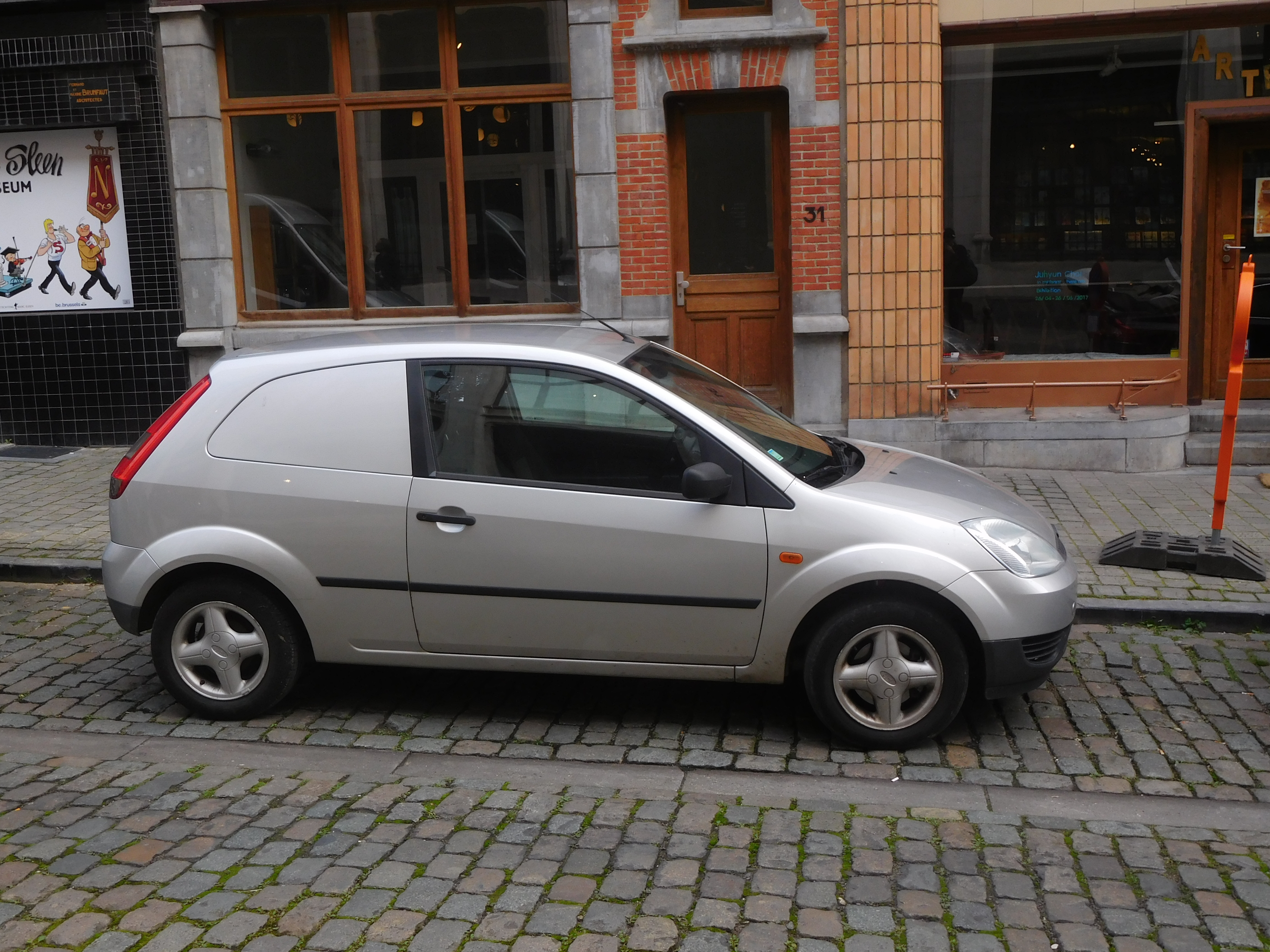
Ford Fiesta VAN (2007–2008)

- Basis
- Ambiente

Der Fiesta Ambiente war die Grundausstattung nach der Modellpflege. Zum serienmäßigen Lieferumfang gehörten ABS mit Elektronische Bremskraftverteilung (EBD), ein Drehzahlmesser, das IPS (Intelligent Protection System, engl. für intelligentes Schutzsystem mit zwei Frontairbags, zwei Seitenairbags und Gurtstraffern mit Gurtkraftbegrenzung), Kopfstützen hinten, eine höhenverstellbare Lenksäule, eine asymmetrisch teilbare Rücksitzlehne und eine Servolenkung. Äußerlich war der Ambiente durch die nur teilweise lackierten Stoßfänger von den höherwertigen Ausstattungslinien abgesetzt. Das Fahrzeug war mit Ausnahme von Indianapolis-Blau in allen Außenfarben verfügbar, der Armaturenträger war in Schwarz/Grau ausgeführt und die Stoffbezüge der Sitze waren ausschließlich im Design Obsidian erhältlich. Der Grundpreis für den Fiesta Ambiente lag 2007 bei 10.990 EUR. Der Ambiente war nur in Verbindung mit Motoren der unteren Leistungsklassen lieferbar, ein Automatikgetriebe wurde nicht angeboten.
- Style

Das „attraktive Evolutionsmodell“ Style hatte eine höherwertige Ausstattung als der Fiesta Ambiente und wurde ebenfalls nach der Modellpflege angeboten. Zusätzlich zur Serienausstattung des Ambiente waren beim Style das Audiosystem 5000C (Kassettenradio mit vier Lautsprechern), ein höhenverstellbarer Fahrersitz, eine Klimaanlage mit Umluftschaltung, ein Lederlenkrad und in Wagenfarbe lackierte Stoßfänger, Zierleisten und Türgriffe im Basispreis inbegriffen. Der Fiesta Style konnte mit allen ab Werk lieferbaren Motor- und Getriebekombinationen (mit Ausnahme des 2,0-Liter-Motors des Fiesta ST) bestellt werden. Für die Stoffbezüge standen vier Muster zur Wahl, je nachdem war der Armaturenträger in Grau, Rot oder Blau gehalten und auch bei der Außenfarbe gab es Einschränkungen in Abhängigkeit vom Bezugsstoff. Manche Lackierungen gab es für den Style nicht.
- Trend

Der Fiesta Trend hat zusätzlich zur Ausstattung Ambiente elektrisch einstellbare und beheizbare Außenspiegel, Nebelscheinwerfer, Sitzbezüge und Türverkleidung farblich auf die Außenlackierung abgestimmt, Stoßfänger in Wagenfarbe lackiert und eine Zentralverriegelung mit Fernbedienung.
- Ghia

Nach der Modellpflege bot der Fiesta Ghia die beste Ausstattung der Fiesta-Modelle. Der Ghia war teurer als der Fiesta Style und serienmäßig umfangreich ausgestattet mit in Wagenfarbe lackierten, elektrisch beheiz-, einstell- und anklappbaren Außenspiegeln, einem Bordcomputer, elektrischen Fensterhebern vorn, Kühlergrill mit Chromdekor, Lederschaltknauf, Nebelscheinwerfer, Scheibenwischern mit Regensensor, Scheinwerferassistent mit Tag- und Nachtschaltung, Zentralverriegelung mit Fernbedienung und 15-Zoll-Stahlrädern. Ein Audio-System war ab Werk nicht vorgesehen und konnte gegen Aufpreis zusätzlich bestellt werden. Die Sitzbezüge des Ghia waren sowohl ganz in Stoff als auch teilweise in Leder in vier verschiedenen Mustern erhältlich. Der Armaturenträger wurde ausschließlich in Grau ausgeliefert, die Außenfarben waren – wie schon beim Style – abhängig vom Stoffdesign, jedoch waren mit Ausnahme von Indianapolis-Blau alle Außenfarben verfügbar. Abgesehen vom 1,3-Liter-Duratec-Motor mit 44 kW und dem 2,0-Liter-Motor waren alle Motoren für den Ghia vorgesehen.
- Fun

Der Fiesta Fun war ein Editionsmodell, das ab 2005 angeboten wurde. Zum serienmäßigen Lieferumfang gehörten zusätzlich zur Ambiente-Ausstattung Audiosystem 5000C, Fahrersitz höhenverstellbar und eine Klimaanlage.
- Connection
- Sport

Der Fiesta Sport bot das sportliche Aussehen der Fahrzeuge aus dem „Ford-Fiesta-ST-Cup“. Zum serienmäßigen Lieferumfang gehörten ABS mit EBD, in Wagenfarbe lackierte, elektrisch einstell- und beheizbare Außenspiegel, ein höhenverstellbarer Fahrersitz, elektrische Fensterheber vorn, ein Lederlenkrad, eine asymmetrisch teilbare Rücksitzlehne, Nebelscheinwerfer, eine sportlich abgestimmte Schaltung, ein Sportfahrwerk, Sportsitze vorn, Stoßfänger in speziellem Design, Zentralverriegelung mit Fernbedienung und 16-Zoll-Leichtmetallräder. Der Fiesta Sport konnte wahlweise mit dem 1,4-Liter-Motor mit 59 kW (80 PS), dem 1,6-Liter-Motor mit 74 kW (100 PS) oder dem 1,6-Liter-TDCi-Dieselmotor mit 66 kW (90 PS) ausgestattet werden.
- ST

Der Fiesta ST war das Topmodell dieser Baureihe und wurde ab Januar 2005 verkauft. Das ST steht dabei für Sport Technologie. Im Gegensatz zum Tourenwagen aus dem Fiesta-ST-Cup, dessen 1,6-Liter-Zetec-SE 118 kW (160 PS) leistete, wurde die Straßenversion mit dem 2,0-Liter-Duratec-HE ausgestattet, der als Duratec ST 110 kW (150 PS) leistete. Mit einer sportlicheren Getriebeübersetzung und einer Schaltwegsverkürzung erreichte der ST eine Höchstgeschwindigkeit von 208 km/h und beschleunigte von 0–100 km/h in 8,4 Sekunden. Auch die Form des Tourenwagens mit geänderten Stoßstangen, Seitenschwellern, einem geänderten Kühlergrill und einem größeren Lufteinlass in der vorderen Stoßstange wurde in die Serie übernommen und der ST damit optisch deutlich von den anderen Ausstattungen abgesetzt. Äußerlich blieb er auch nach der Modellpflege – abgesehen von den Scheinwerfern und den Rückleuchten – unverändert, das Kühlergrilldesign des ST wurde in der Modellpflege für alle anderen Modelle übernommen. Im Innenraum gab es in Deutschland serienmäßig vier Airbags, Teilleder-Sportsitze, Lederlenkrad und Lederschaltknauf, ein CD-Radio, Klimaanlage, Bordcomputer sowie Pedalauflagen und Türgriffe aus Edelstahl. Der Innenraum wurde im Rahmen der Modellpflege ebenfalls überarbeitet. Zur weiteren Serienausstattung gehörten 16-Zoll-Leichtmetallräder, ein sportlich abgestimmtes Fahrwerk, in Wagenfarbe lackierte Außenspiegel, Türgriffe und Seitenzierleisten, eine verchromte Auspuffblende, Nebelscheinwerfer, Wärmeschutzverglasung und Aluminium-Einstiegsleisten. Nach der Modellpflege war die bis dahin als Wunschausstattung erhältliche Fahrdynamikregelung (Elektronisches Stabilitätsprogramm, ESP) in Deutschland ebenfalls serienmäßig. Die Wunschausstattung enthielt u. a. 17-Zoll-Leichtmetallräder, einen Dachspoiler, Volllederausstattung, Klimaautomatik, Alarmanlage, ein besseres Radio, Sitzheizung sowie Rennstreifen auf Haube, Dach, Heckklappe und Türen. Das Modell war nur in bestimmten Farben lieferbar, in Deutschland waren dies weiß, rot, blau, royalgrau und schwarz. Je nach Außenfarbe variierte die Polsterfarbe zwischen rot und blau, die Volllederausstattung war immer komplett in schwarz gehalten. Der ST war der erste Fiesta, der auch an der Hinterachse mit Scheibenbremsen ausgestattet war. Die Bremsanlage an der Vorderachse wurde im Vergleich zu den anderen Modellen vergrößert, an der Hinterachse kam eine straffer abgestimmte Verbundlenkerachse zum Einsatz. In anderen Märkten gab es einige Unterschiede in der Ausstattung. So war das Modell im Vereinigten Königreich ausschließlich mit den 17-Zoll-Leichtmetallrädern verfügbar, die Farbe Royalgrau war dort nicht für den ST vorgesehen. ESP gehörte auch nach der Modellpflege nicht in allen Märkten zur Serienausstattung und musste dort als aufpreispflichtiges Extra bestellt werden. Der Basispreis des Fiesta ST lag 2007 bei 18.600 EUR.
- VAN (ab 2007)

Ab 2002 wurde mit Einführung des neuen Transit Connect wurde die Produktion der Kleinlieferwagen Fiesta Courier und Escort Express eingestellt. Der Transit Connect ist ein Kastenwagen auf der Plattform des ersten Focus, das Innenraumdesign weist eine gewisse Ähnlichkeit mit dem des Fiesta ’02 auf. Erst ab 2007 und damit kurz vor Einstellung der Produktion des Fiesta ’02 wurde 2007 wieder ein Fiesta VAN angeboten. Dieser Kleinlieferwagen kann auch als LKW zugelassen werden. Aufgrund des eingeschränkten Nutzwertes sind diese Fahrzeuge – insbesondere in Deutschland – selten anzutreffen.

### Sondermodelle
- Champ
- 1st-Edition
- Viva
- Viva X
- Futura
- Blues
- Finesse 100
- We will Rock you
- Die Fiesta Magic-Sondermodelle waren als Black-Magic in Pantherschwarzmetallic, Silver-Magic in Polarsilber und White-Magic in Frostweiß gegen Ende der Bauzeit erhältlich. Diese Sondermodelle wurden vom Fiesta Sport abgeleitet, von dem auch das Design der Stoßfänger übernommen wurde. Zum serienmäßigen Lieferumfang gehörten zusätzlich ein in Wagenfarbe lackierter Heckspoiler, in Wagenfarbe lackierte 16"-Leichtmetallräder, eine Klimaanlage, in Wagenfarbe lackierte Außenspiegel, Türgriffe und Seitenzierleisten, Aluminium-Look-Dekor im Innenraum und das Audiosystem 6000 CD mit vier Lautsprechern. Im Gegensatz zum Fiesta Sport waren für den Fiesta Magic nur der 1,3-Liter-Motor mit 51 kW (70 PS) und der 1,4-Liter-Motor mit 59 kW (80 PS) vorgesehen.

## Technik

### Karosserie
Die selbsttragende Karosserie der sechsten Baureihe ist wie bei allen Fiesta-Modellen aus Stahlblech und wurde neben den Ausmaßen auch in einigen wichtigen Details verändert. An der Vorderachse kommt nun ein Hilfsrahmen zum Einsatz, an dem die vorderen Querlenker sowie Motor und Getriebe befestigt sind. Die Frontmaske ist nicht mehr fest mit der Karosserie verschweißt, sondern lediglich mit den Längsträgern und den Kotflügeln verschraubt. Diese Konstruktion erleichtert den Austausch von Teilen nach einem Unfall sowie die Montage des Fahrzeugs im Werk. Auch der Fiesta ’02 war als Drei- und als Fünftürer erhältlich. Der Hochdachlieferwagen Courier entfällt und wird durch den neuen Transit Connect ersetzt. Die Karosserie wird mit einem PVC-Unterbodenschutz, Hohlraumschutz im Bereich der Türen und Seitenschweller, Steinschlagschutz sowie Wachs vor Korrosion geschützt.

### Fahrwerk

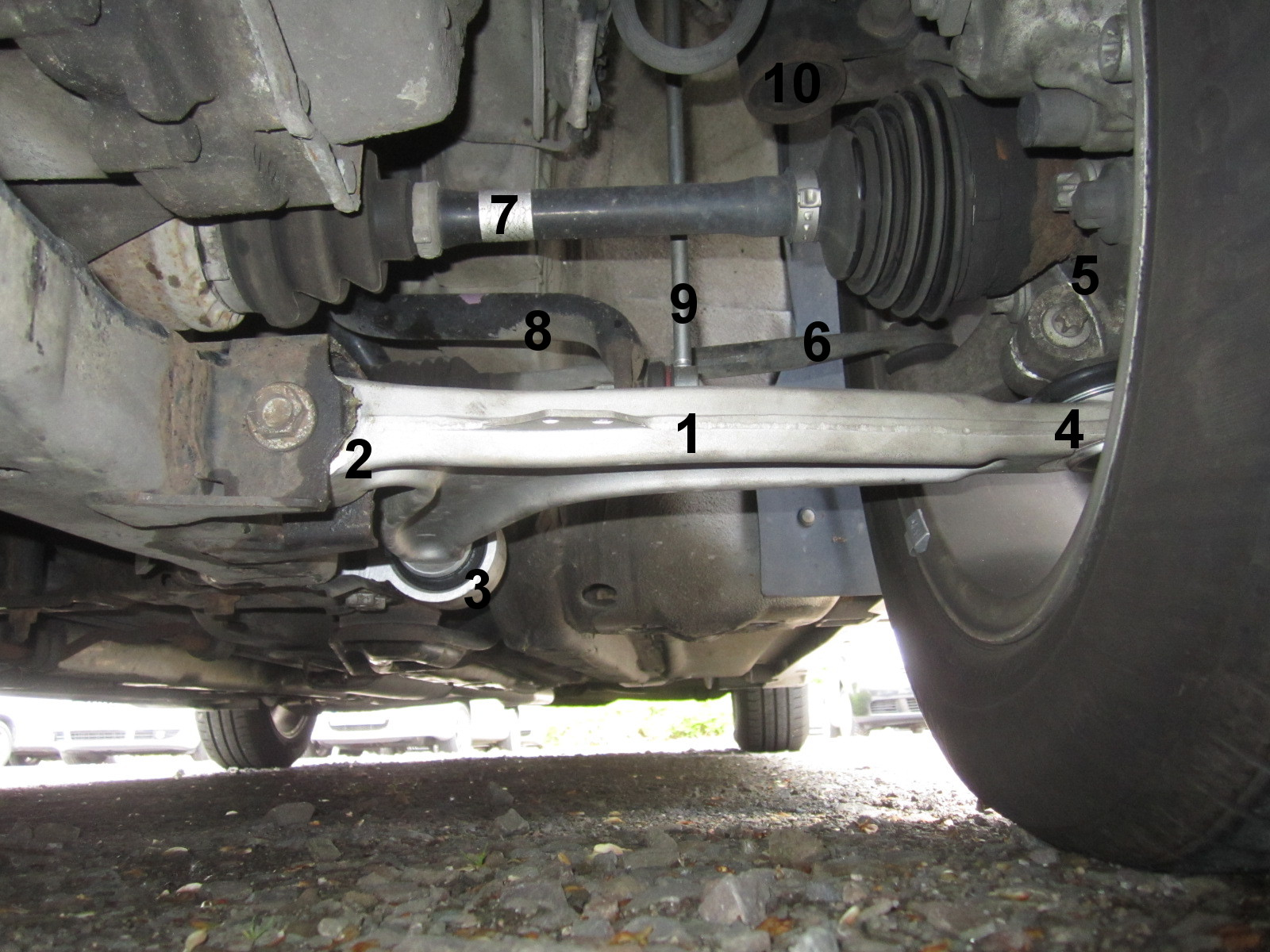
Vorderachse ähnlich der des Fiesta ’02

Das Grundkonzept des Fahrwerks ist das Gleiche wie in der der dritten Baureihe.
An der Vorderachse sind einteilige Dreiecksquerlenker mit einem Stabilisator und Koppelstangen eingebaut. Für die obere Radführung, Federung und Dämpfung werden weiterhin die in dieser Fahrzeugklasse üblichen MacPherson-Federbeine verwendet. Neu ist ein Hilfsrahmen, an dem Querlenker, Stabilisator sowie Motor und Getriebe befestigt sind. Die Zahnstangenlenkung mit Sicherheitslenksäule ist serienmäßig mit Servounterstützung ausgestattet.
Als Hinterachse ist die in dieser Fahrzeugklasse übliche Verbundlenkerachse mit Schraubenfedern und Stoßdämpfern eingebaut. Der Fiesta ST wurde mit einer steiferen Hinterachse ausgeliefert.
Anders als bei den Vorgängermodellen sind die Karosserien der Sportmodelle dieser Baureihe, des Fiesta Sport sowie des Fiesta ST, nicht tiefergelegt. Als Zubehör wurden jedoch von Ford andere Fahrwerksfedern von Eibach angeboten, die eine Tieferlegung um 35 mm an der Vorder- und 30 mm an der Hinterachse ermöglichten. Diese Federn wurden mit ABE verkauft, eine kostenpflichtige Eintragung entfiel damit. Der Fiesta ST hatte ab Werk speziell abgestimmte Stoßdämpfer.
Neu war im Fiesta eine Fahrdynamikregelung, die ausstattungsabhängig als Wunsch- oder Serienausstattung angeboten wurde.

### Bremssystem
Alle Fiesta ’02 haben ein Antiblockiersystem, ein diagonal geteiltes Zweikreis-Bremssystem und ein pneumatisches Bremskraftverstärker ausgerüstet. An der Vorderachse sind innenbelüftete Scheibenbremsen mit schwimmend gelagerten Bremssätteln eingebaut. An der Hinterachse gibt es Trommelbremsen, auf die auch die Feststellbremse wirkt. Der Fiesta ST wurde als erster Fiesta mit Scheibenbremsen an der Hinterachse ausgeliefert; die Feststellbremse wirkt direkt über den Bremssattel auf die Bremsscheibe.

### Antrieb

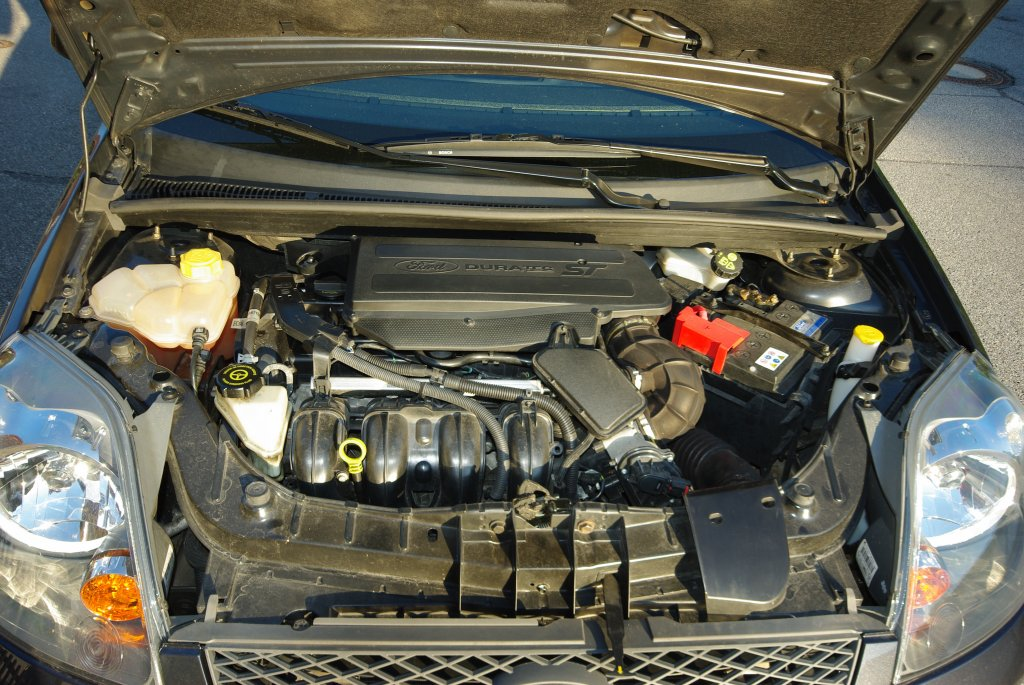
Duratec-HE in einem Fiesta ST

Alle Motoren und Getriebe des Fiesta sind quer eingebaut und treiben die Vorderräder an.
Ab Einführung des Fiesta ’02 wurden die OHV-Motoren, die ihren Ursprung in den 1960er Jahren im Ford Anglia hatten, endgültig nicht mehr angeboten und durch die von Ford Brasilien entwickelten Zetec-Rocam-Motoren mit einer obenliegenden Nockenwelle und zwei Ventilen pro Zylinder ersetzt. Die Zetec-S-Motoren, die Ford in diesem Fiesta bereits als Duratec vermarktete, wurden vom Vorgänger übernommen und mit 1,4 und 1,6 Liter Hubraum angeboten. Der Motor mit 1,25 Liter Hubraum wurde in Deutschland nicht angeboten und war nur als Reimport-Fahrzeug erhältlich. Neu war auch der Duratec-HE, der ausschließlich im Fiesta ST verbaut wurde. Bis heute  ist es der Motor mit dem größten Hubraum, der je in einem Fiesta ab Werk angeboten wurde. Dieser Motor war mit einer Maximalleistung von 110 kW (150 PS) nur im Fiesta erhältlich; in anderen Modellen hatten diese Motoren weniger Maximalleistung.
Ebenfalls neu waren die Duratorq-TDCi-Motoren. Sie hatten mit 1,4 und 1,6 Liter deutlich weniger Hubraum als die Motoren des Vorgängers und verbrauchten trotz höherer Leistung weniger Kraftstoff. Beide Motoren haben einen Turbolader und eine Common-Rail-Einspritzung. Der 1,4-Liter-Motor hat zwei und der 1,6-Liter-Motor vier Ventile pro Zylinder.
Diese Dieselmotoren stammen aus der Entwicklung von Peugeot.
Bei Schaltgetrieben wurden überwiegend mechanisch betätigte Fünfganggetriebe angeboten. Auch eine automatisierte Variante namens Durashift-EST wurde angeboten. Das stufenlose Getriebe entfiel; als Ersatz gab es ein Viergang-Automatikgetriebe mit Drehmomentwandler. Die Kupplung wird wie im Vorgänger hydraulisch betätigt; die Seilzugschaltung war eine Neuerung, die es bislang im Fiesta nicht gab.
Beim Fiesta ST sind die Schaltwege verkürzt.

### Gemischaufbereitung und Zündung
Durch den Entfall der alten OHV-Motoren gibt es auch keine Zentraleinspritzung mehr für die Ottomotoren des Fiesta. Bei allen Varianten kommt ausschließlich eine Mehrpunkteinspritzung als Saugrohreinspritzung zum Einsatz. Da Einspritzanlagen zu dieser Zeit Stand der Technik waren, verzichtete man bei Ford darauf, auf das Vorhandensein einer Einspritzanlage extra hinzuweisen. Entsprechende Plaketten oder aufgegossene Schriftzüge auf Motorteilen fehlen, auch auf Hinweise in Prospekten und Preislisten auf die Ford-eigene EFI (electronic fuel injection) wurde verzichtet.
Bei Ottomotoren kommen ausschließlich ruhende elektronische Zündanlagen mit zwei Zündspulen (Wasted Spark) zum Einsatz. Die Steuerung für Zünd- und Einspritzanlage erfolgt nur noch über ein Steuergerät, zusätzliche Systeme wie das ältere EDIS werden nicht mehr verwendet.
Die Dieselmotoren stammen von Peugeot und sind mit einem Turbolader und einer Common-Rail-Einspritzung ausgerüstet.

### Elektrische Anlage und Beleuchtung

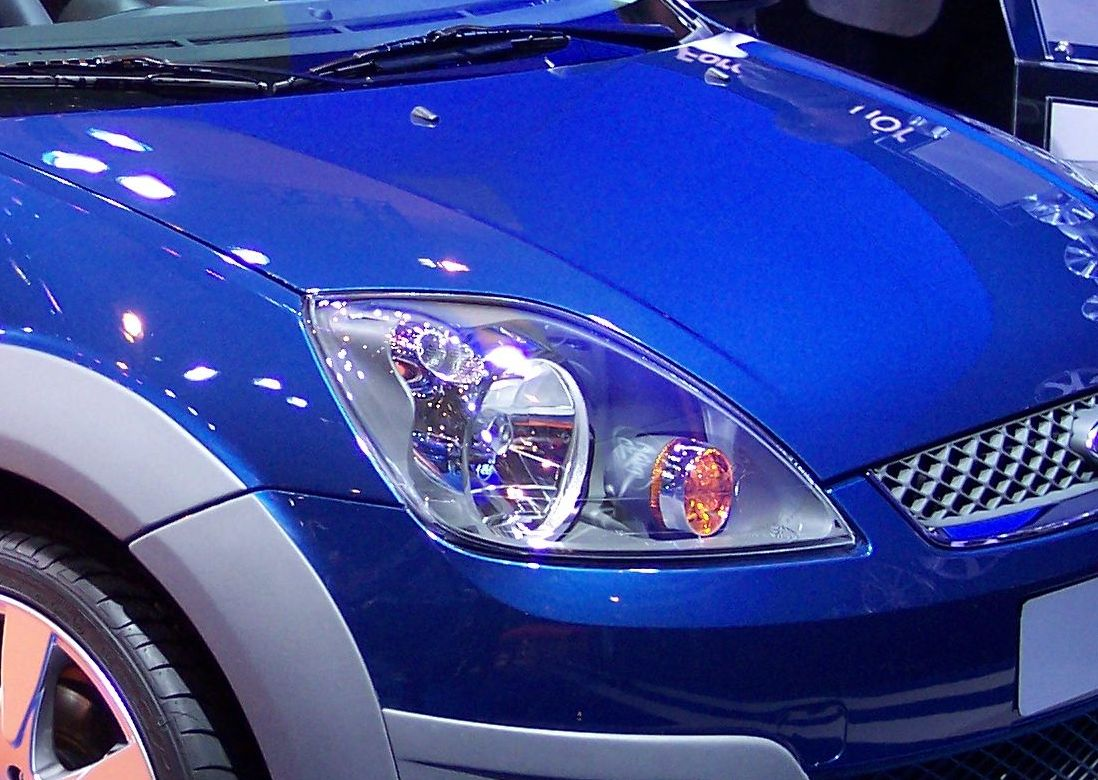
Klarglasscheinwerfer ab 2005

Die elektrische Anlage des Fiesta arbeitet mit 12 Volt. Es gibt je nach Motorisierung und Ausstattung unterschiedliche Drehstromlichtmaschinen. Die Hauptscheinwerfer sind mit H4-Halogenlampen ausgerüstet, die Nebelscheinwerfer mit H11.
Ab der Modellpflege im Jahr 2006 sind serienmäßig Klarglasscheinwerfer mit einer Scheinwerferabdeckung aus Kunststoff verbaut. Das Erscheinungsbild der Rückleuchten wurde auch entsprechend angepasst, die Abdeckungen übernehmen auch hier nicht die Funktion einer Streuscheibe.

### Technische Daten

#### Benzinmotoren
| Bauzeitraum:                     | 03/2002 – 07/2003                                                                  | 03/2002 – 08/2008                                                                      | 08/2003 – 08/2008                                                                      | 03/2002 – 08/2008                                                                  | 03/2002 – 08/2008                                                                  | 03/2005 – 08/2008                                                                   |              |              |
| Motor:                           | 4-Zylinder-Reihenmotor (Viertakt)                                                  | 4-Zylinder-Reihenmotor (Viertakt)                                                      | 4-Zylinder-Reihenmotor (Viertakt)                                                      | 4-Zylinder-Reihenmotor (Viertakt)                                                  | 4-Zylinder-Reihenmotor (Viertakt)                                                  | 4-Zylinder-Reihenmotor (Viertakt)                                                   |              |              |
| Motortyp:                        | Duratec (Sigma)                                                                    | Duratec (Zetec-Rocam)                                                                  | Duratec (Zetec-Rocam)                                                                  | Duratec (Sigma)                                                                    | Duratec (Sigma)                                                                    | Duratec-HE                                                                          |              |              |
| Hubraum:                         | 1242 cm³                                                                           | 1299 cm³                                                                               | 1299 cm³                                                                               | 1388 cm³                                                                           | 1596 cm³                                                                           | 1999 cm³                                                                            |              |              |
| Leistung bei 1/min:              | 51 kW (70 PS) 5500                                                                 | 44 kW (60 PS) 5000                                                                     | 51 kW (70 PS) 5600                                                                     | 59 kW (80 PS) 5700                                                                 | 74 kW (100 PS) 6000                                                                | 110 kW (150 PS) 6000                                                                |              |              |
| Max. Drehmoment bei 1/min:       | 110 Nm 4000                                                                        | 99 Nm 2500                                                                             | 106 Nm 2600                                                                            | 124 Nm 3500                                                                        | 146 Nm 4000                                                                        | 190 Nm 4500                                                                         |              |              |
| Ventilsteuerung:                 | DOHC zwei obenliegende Nockenwellen, Zahnriemen, Tassenstößel, 16 hängende Ventile | OHC obenliegende Nockenwelle, Steuerkette, 8 hängende Ventile „rollerfinger“-Kipphebel | OHC obenliegende Nockenwelle, Steuerkette, 8 hängende Ventile „rollerfinger“-Kipphebel | DOHC zwei obenliegende Nockenwellen, Zahnriemen, Tassenstößel, 16 hängende Ventile | DOHC zwei obenliegende Nockenwellen, Zahnriemen, Tassenstößel, 16 hängende Ventile | DOHC zwei obenliegende Nockenwellen, Steuerkette, Tassenstößel, 16 hängende Ventile |              |              |
| Getriebe:                        | 5-Gang                                                                             | 5-Gang                                                                                 | 5-Gang                                                                                 | 5-Gang oder Durashift-EST                                                          | 5-Gang oder 4-Gang-Automatik                                                       | 5-Gang                                                                              |              |              |
| Radaufhängung vorn:              | MacPherson-Federbeine, Dreieckslenker, Schraubenfedern                             | MacPherson-Federbeine, Dreieckslenker, Schraubenfedern                                 | MacPherson-Federbeine, Dreieckslenker, Schraubenfedern                                 | MacPherson-Federbeine, Dreieckslenker, Schraubenfedern                             | MacPherson-Federbeine, Dreieckslenker, Schraubenfedern                             | MacPherson-Federbeine, Dreieckslenker, Schraubenfedern                              |              |              |
| Radaufhängung hinten:            | Verbundlenkerachse, Schraubenfedern; Fiesta ST mit verstärkter Achse               | Verbundlenkerachse, Schraubenfedern; Fiesta ST mit verstärkter Achse                   | Verbundlenkerachse, Schraubenfedern; Fiesta ST mit verstärkter Achse                   | Verbundlenkerachse, Schraubenfedern; Fiesta ST mit verstärkter Achse               | Verbundlenkerachse, Schraubenfedern; Fiesta ST mit verstärkter Achse               | Verbundlenkerachse, Schraubenfedern; Fiesta ST mit verstärkter Achse                |              |              |
| Karosserie:                      | Stahlblech, selbsttragend                                                          | Stahlblech, selbsttragend                                                              | Stahlblech, selbsttragend                                                              | Stahlblech, selbsttragend                                                          | Stahlblech, selbsttragend                                                          | Stahlblech, selbsttragend                                                           |              |              |
| Spurweite vorn/hinten:           | 1464/1477 mm                                                                       | 1464/1477 mm                                                                           | 1464/1477 mm                                                                           | 1464/1477 mm                                                                       | 1464/1477 mm                                                                       | 1464/1477 mm                                                                        |              |              |
| Radstand:                        | 2486 mm                                                                            | 2486 mm                                                                                | 2486 mm                                                                                | 2486 mm                                                                            | 2486 mm                                                                            | 2486 mm                                                                             |              |              |
| Länge:                           | 3918–3924 mm                                                                       | 3918–3924 mm                                                                           | 3918–3924 mm                                                                           | 3918–3924 mm                                                                       | 3918–3924 mm                                                                       | 3918–3924 mm                                                                        |              |              |
| Breite (mit Außenspiegeln)       | 1907–1912 mm                                                                       | 1907–1912 mm                                                                           | 1907–1912 mm                                                                           | 1907–1912 mm                                                                       | 1907–1912 mm                                                                       | 1907–1912 mm                                                                        | 1907–1912 mm | 1907–1912 mm |
| Leergewicht:                     | 1095–1165 kg                                                                       | 1095–1165 kg                                                                           | 1095–1165 kg                                                                           | 1095–1165 kg                                                                       | 1095–1165 kg                                                                       | 1095–1165 kg                                                                        |              |              |
| Höchstgeschwindigkeit in km/h: 2 | 163                                                                                | 151                                                                                    | 160                                                                                    | 166 (166)                                                                          | 184 (179)                                                                          | 208                                                                                 |              |              |
| Beschleunigung 0–100 km/h: 2     | 14,5                                                                               | 18,5 s                                                                                 | 17,3 s                                                                                 | 13,2 s (14,6 s)                                                                    | 11,0 s (11,9 s)                                                                    | 8,4 s                                                                               |              |              |
| Verbrauch in Liter/100 km 2      | 6,2                                                                                | 5,9 S                                                                                  | 6,2 S                                                                                  | 6,5 S (6,4 S)                                                                      | 6,6 S (7,5 S)                                                                      | 7,4 S                                                                               |              |              |
| CO2-Ausstoß in g/km 2            | 148                                                                                | 140                                                                                    | 147                                                                                    | 154 (152)                                                                          | 156 (179)                                                                          | 179                                                                                 |              |              |

#### Dieselmotoren
|                                  | 1,4 l TDCi                                                           | 1,6 l TDCi                                                           |
| -------------------------------- | -------------------------------------------------------------------- | -------------------------------------------------------------------- |
| Bauzeitraum:                     | 03/2002 – 08/2008                                                    | 03/2005 – 08/2008                                                    |
| Motor:                           | 4-Zylinder-Reihenmotor (Viertakt)                                    | 4-Zylinder-Reihenmotor (Viertakt)                                    |
| Motortyp:                        | Duratorq-TDCi                                                        | Duratorq-TDCi                                                        |
| Hubraum:                         | 1399 cm³                                                             | 1560 cm³                                                             |
| Leistung bei 1/min:              | 50 kW (68 PS) 4000                                                   | 66 kW (90 PS) 4000                                                   |
| Max. Drehmoment bei 1/min:       | 160 Nm 2000                                                          | 204 Nm 1750                                                          |
| Ventilsteuerung:                 | OHC obenliegende Nockenwelle, 8 hängende Ventile                     | DOHC zwei obenliegende Nockenwellen, 16 hängende Ventile             |
| Getriebe:                        | 5-Gang oder Durashift-EST                                            | 5-Gang                                                               |
| Radaufhängung vorn:              | MacPherson-Federbeine, Dreieckslenker, Schraubenfedern               | MacPherson-Federbeine, Dreieckslenker, Schraubenfedern               |
| Radaufhängung hinten:            | Verbundlenkerachse, Schraubenfedern; Fiesta ST mit verstärkter Achse | Verbundlenkerachse, Schraubenfedern; Fiesta ST mit verstärkter Achse |
| Karosserie:                      | Stahlblech, selbsttragend                                            | Stahlblech, selbsttragend                                            |
| Spurweite vorn/hinten:           | 1464/1477 mm                                                         | 1464/1477 mm                                                         |
| Radstand:                        | 2486 mm                                                              | 2486 mm                                                              |
| Länge:                           | 3918–3924 mm                                                         | 3918–3924 mm                                                         |
| Breite (mit Außenspiegeln)       | 1907–1912 mm                                                         | 1907–1912 mm                                                         |
| Leergewicht:                     | 1095–1165 kg                                                         | 1095–1165 kg                                                         |
| Höchstgeschwindigkeit in km/h: 1 | 163 (163)                                                            | 180                                                                  |
| Beschleunigung 0–100 km/h: 1     | 15,5 s (16,9 s)                                                      | 11,9 s                                                               |
| Verbrauch in Liter/100 km 1      | 4,6 D (4,4 D)                                                        | 4,5 D                                                                |
| CO2-Ausstoß in g/km 1            | 122 (116)                                                            | 119                                                                  |

## Weitere Varianten
In Indien wird das Modell als Ford Figo seit 2010 produziert. Parallel wird seit April 2011 der Fiesta ’08 und als Nachfolger des Ford Ikon der Fiesta Classic auf dem heimischen Markt und anderen asiatischen Ländern angeboten.
In Brasilien wird der Fiesta ’06 seit 2007 für den südamerikanischen Markt und Afrika produziert. Außer den drei- und fünftürigen Schrägheckvarianten ist auch der Ford Fiesta VAN genannte Dreitürer ohne hintere Seitenfenster und Rückbank im Angebot. Seit 2008 wird auch die Stufenhecklimousine Fiesta Sedan produziert, die aber außerhalb Südamerikas weiterhin als Ford Ikon vertrieben wird, sowie die SUV-Modelle Fiesta Cross und Fiesta Trail. Zur Wahl stehen zwei Motoren mit 1,0 oder 1,6 Liter Hubraum, die beliebig mit Ethanol und Benzin gemischt betrieben werden können.
Im Frühjahr 2010 wurde der Fiesta ’06 mit neuen Scheinwerfern und Kühlergrill ähnlich dem Fiesta ’08 überarbeitet und wurde nun unter den Namen Fiesta One in Argentinien, Fiesta Move in Venezuela und Fiesta Rocam in Brasilien angeboten.

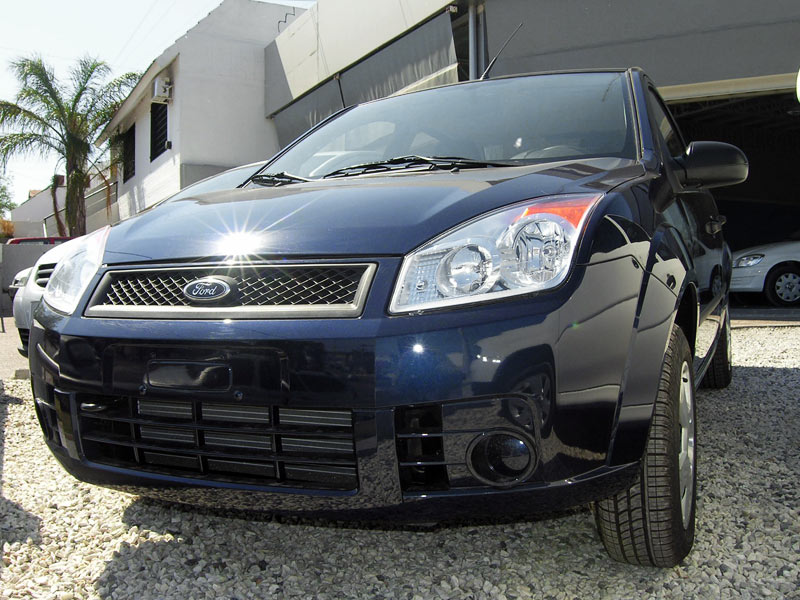
Ford Fiesta (Südamerika, seit 2007)
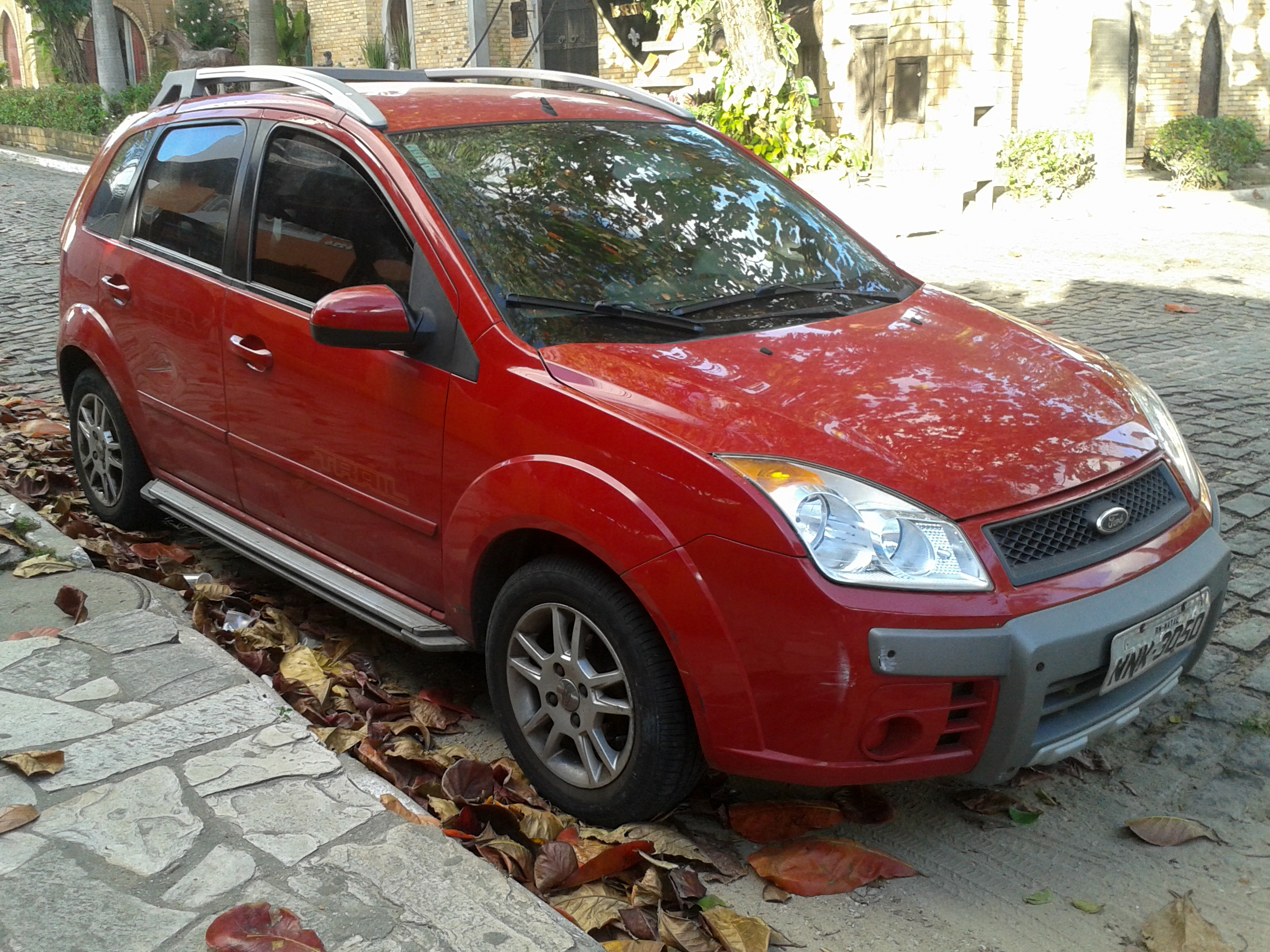
Ford Fiesta Trail (2007)
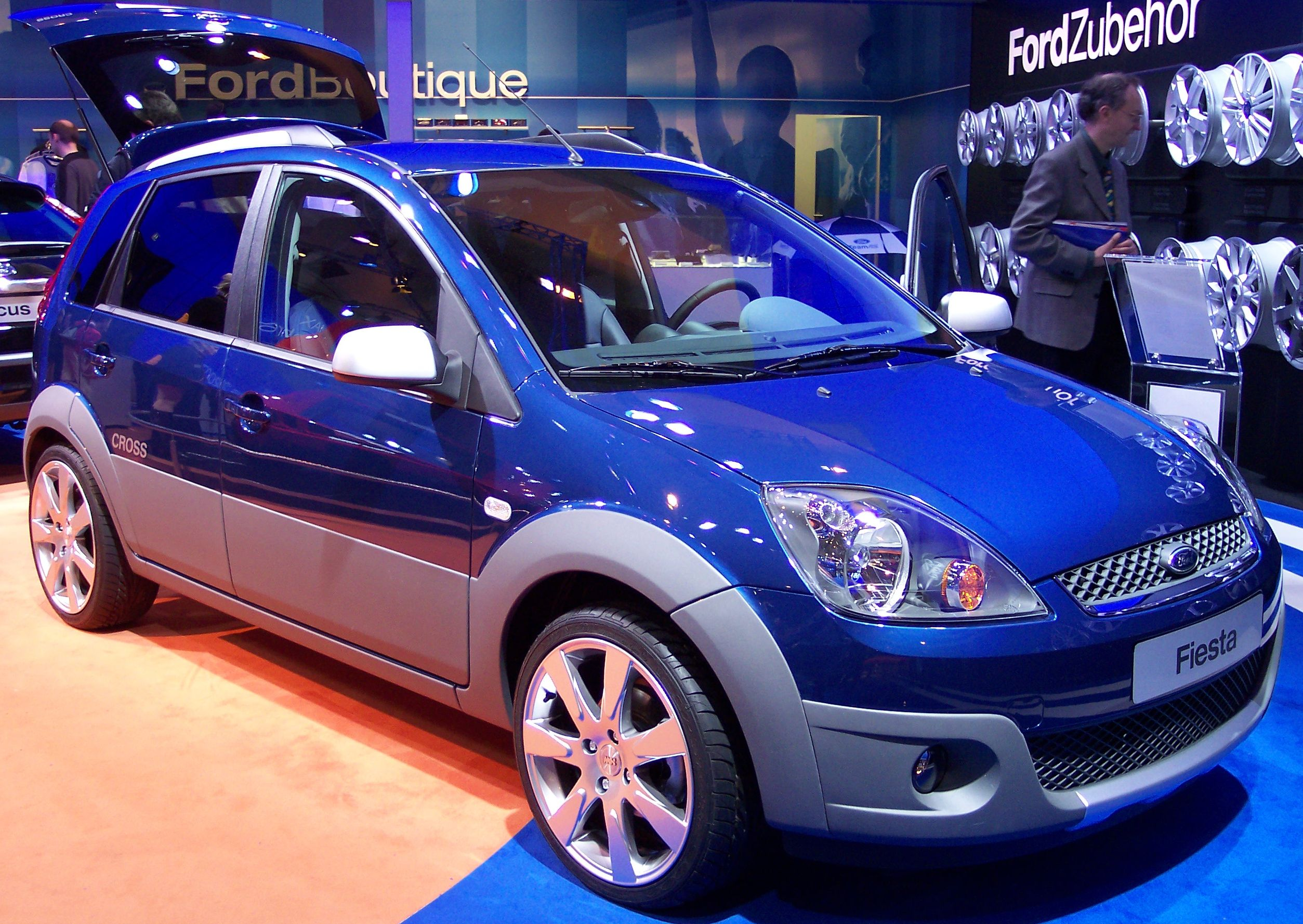
Ford Fiesta Cross (2008)
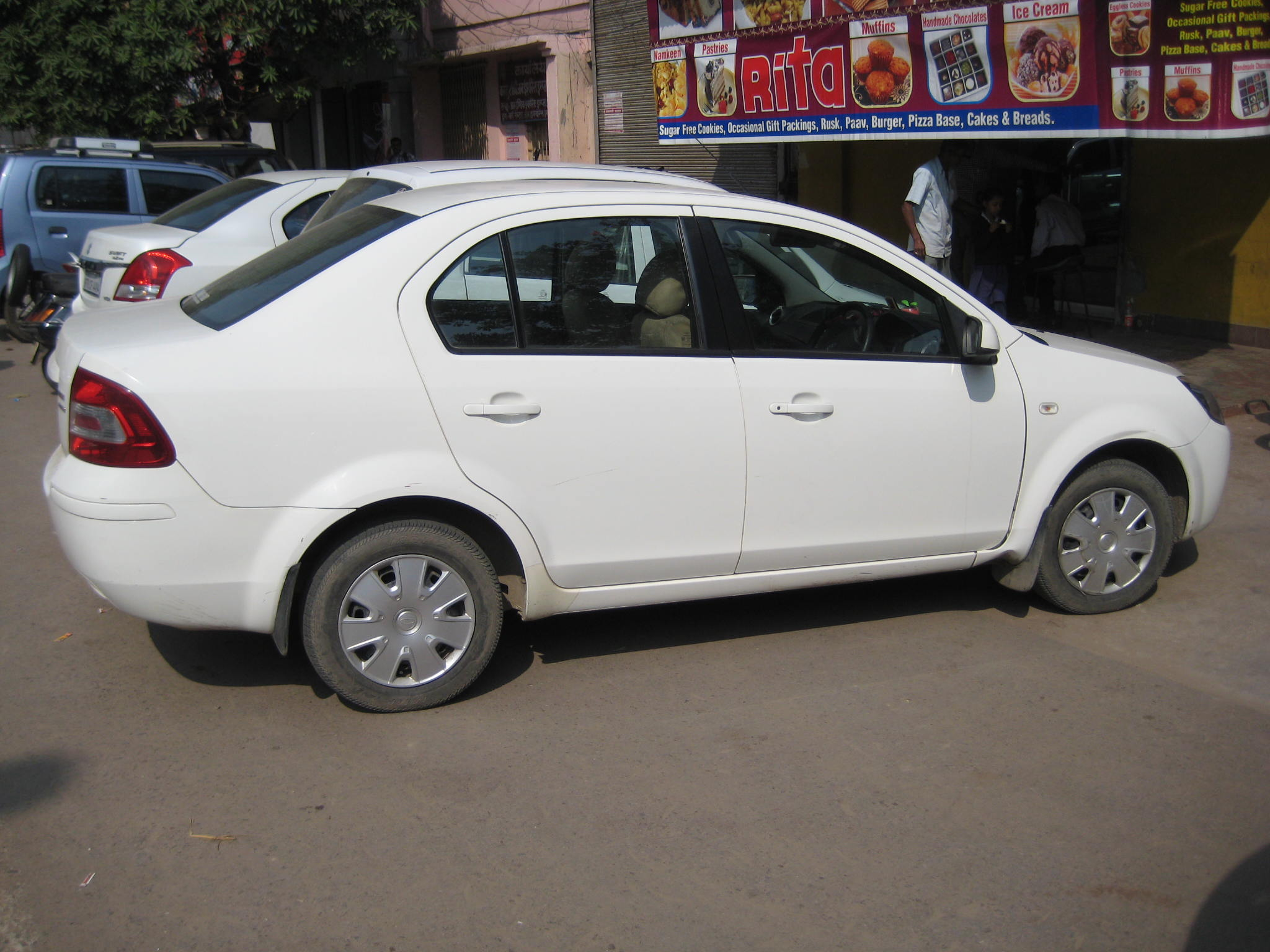
Ford Fiesta Sedan (seit 2008)
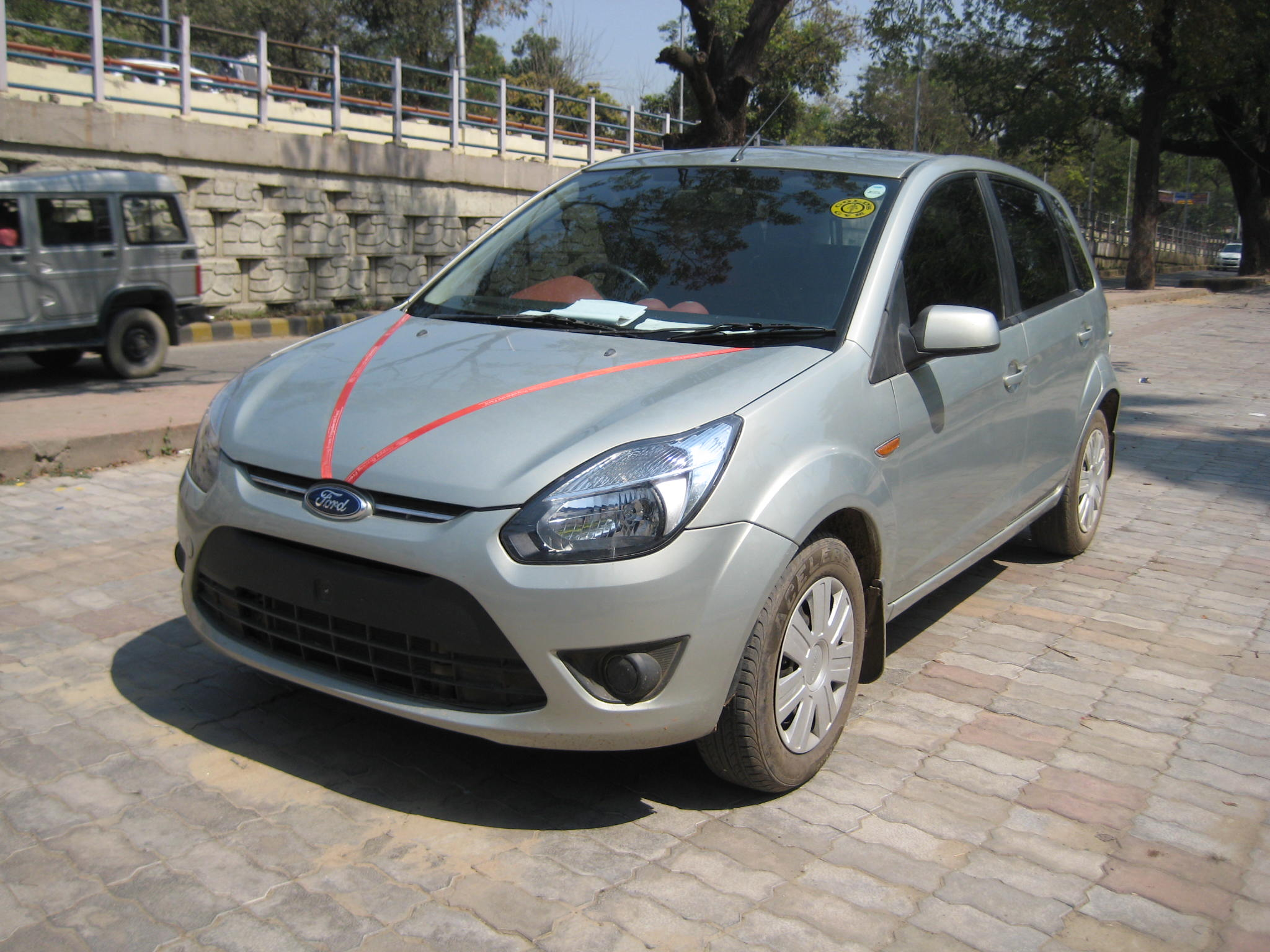
Ford Figo (seit 2010)

## Motorsport

### Ford Fiesta ST Cup

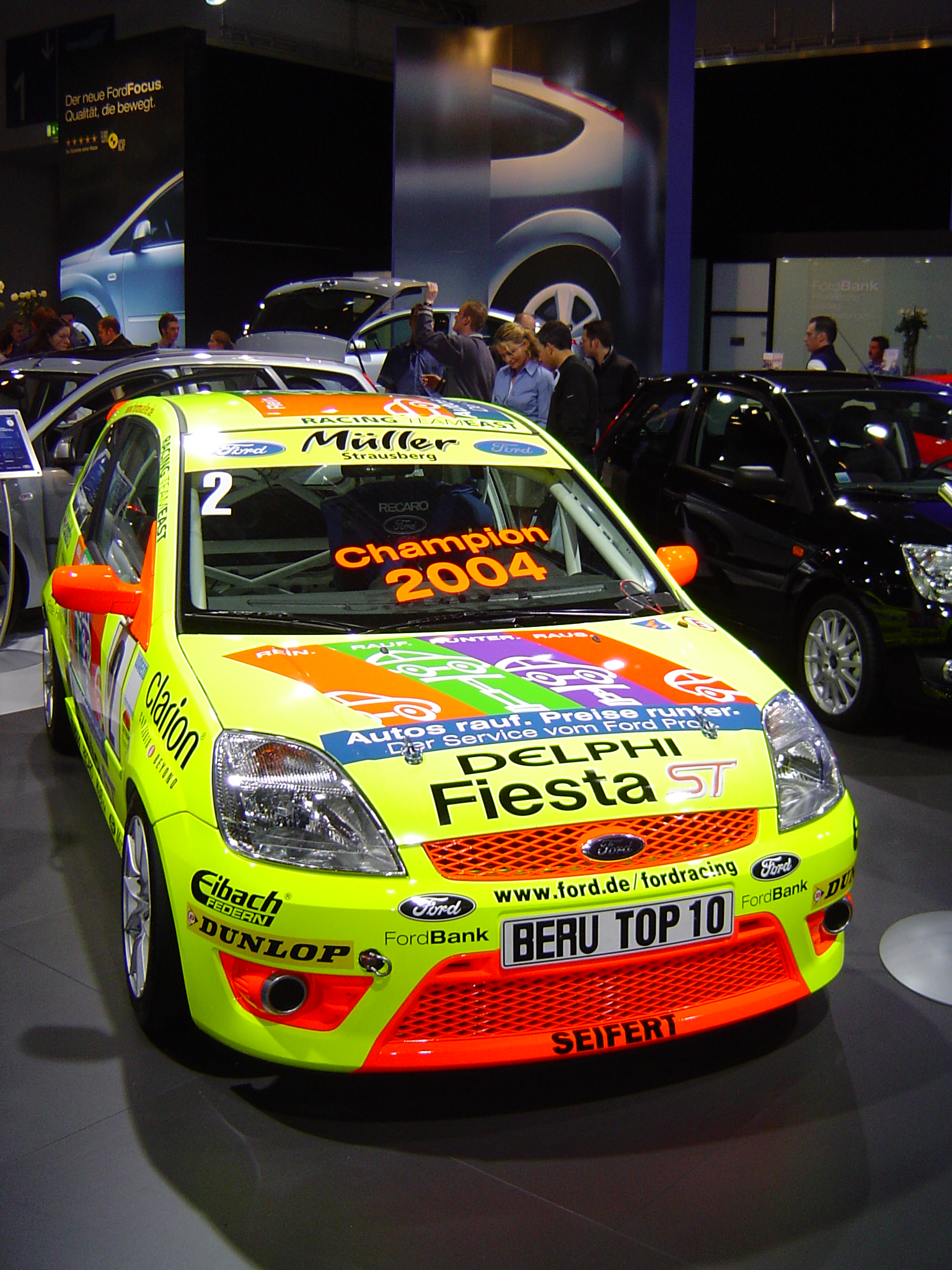
Fiesta-ST-Cup-Fahrzeug von 2004

Nachdem mit der Einstellung des Vorgängermodells auch die Produktion des technisch nahezu baugleichen Ford Puma eingestellt wurde, bedeutete dies auch das Ende für den Ford Puma Cup. Bereits ab 2003 wurde mit dem neuen Modell des Fiesta der Fiesta ST Cup ausgetragen. Die serienmäßige Optik des Fiesta wurde ergänzt durch geänderte Front- und Heckschürzen, einen anderen Kühlergrill und einen Dachspoiler. Als Motor kam der bereits im Ford Puma erprobte 1,6-Liter Zetec-SE mit 170 PS zum Einsatz. Das Rennfahrzeug bildete später auch die Grundlage für den neuen Fiesta ST. Die Optik wurde in die Serienproduktion übernommen, als Motor wurde ein 2,0-Liter Duratec mit 150 PS verwendet.

### Rallycross
Der Fiesta ’02 wurde unter anderem durch die Firma Olsbergs in Schweden zum Rallycrossfahrzeug umgebaut. Der längs eingebaute 2,0-Liter-Duratec-Motor leistet mit einem Garrett-Turbolader 404 kW (550 PS), entwickelt ein Drehmoment von 820 Nm und treibt alle vier Räder an.